# تپه مفریجه
تپه مفریجه مربوط به دوران پیش از تاریخ ایران باستان تا دوران‌های تاریخی پس از اسلام است و در شهرستان دورود، بخش مرکزی، روستای خسروآباد واقع شده و این اثر در تاریخ ۲۴ اسفند ۱۳۸۳ با شمارهٔ ثبت ۱۱۷۳۰ به‌عنوان یکی از آثار ملی ایران به ثبت رسیده است.